# Acheson-Graphit

Querschnitt eines Acheson-Ofen

Acheson-Graphit ist ein künstlich hergestellter Graphit, der in elektrischen Öfen durch das Erhitzen von Koks in Gegenwart von Silicium hergestellt wird. Es wird als hitzebeständiges Schmiermittel verwendet.
Benannt wurde es nach seinem Erfinder Edward Goodrich Acheson, der das Verfahren im Jahre 1895 zum Patent anmeldete.